# Annika Bryn
Annika Bryn född 1945 i Stockholm, är en svensk deckarförfattare. Hon har studerat litteraturvetenskap, teater, film, foto samt sociologi och även arbetat som frilansjournalist.